# Кріссі Аменн-Лейтон
Кріссі Аменн-Лейтон (англ. Crissy Ahmann-Leighton, 20 травня 1970) — американська плавчиня.
Олімпійська чемпіонка 1992 року.
Чемпіонка світу з водних видів спорту 1991 року.
Переможниця Пантихоокеанського чемпіонату з плавання 1991 року.